# Guy-François Leuenberger
 (septembre 2019).
Si vous disposez d'ouvrages ou d'articles de référence ou si vous connaissez des sites web de qualité traitant du thème abordé ici, merci de compléter l'article en donnant les références utiles à sa vérifiabilité et en les liant à la section « Notes et références ».
Guy-François Leuenberger, né à Cossonay en 1983,,,, est un pianiste, enseignant, compositeur, arrangeur et improvisateur vaudois.

## Biographie
Guy-François Leuenberger étudie le piano auprès de Christian Favre, au Conservatoire de Lausanne, où il obtient, en 2004, son diplôme d’enseignement avec les félicitations du jury et le Prix Paderewski. Il y réussit encore en 2007 son Diplôme de concert de piano.
Dès 2003, Guy-François Leuenberger enseigne le piano et se familiarise avec la musique de scène en participant, en qualité d’arrangeur et de compositeur, à diverses productions lyriques et théâtrales en Suisse romande et en France. Il est également actif dans le domaine de l’improvisation, notamment au festival de musique improvisée de Lausanne.
Guy-François Leuenberger travaille en outre dès 2005 comme chef de chant pour plusieurs productions de l’Opéra de Lausanne et, à partir de 2007, en tant que pianiste et compositeur pour l’école-atelier Rudra Béjart. Désireux d'aller plus loin dans la composition, Guy-François Leuenberger commence un master de composition, en section jazz de la Haute École de musique de Lausanne, titre obtenu en juin 2011 et distingué par le Prix Moser. Cette formation lui permet d'associer ses expériences de l'improvisation à un savoir-faire mêlant tradition et innovation et de forger son style. Il compose ainsi pour la Camerata de Lausanne, pour le chœur de l'Opéra de Lausanne, le festival de Bourg-en-Bresse, l'ensemble Paris Virtuosi, le théâtre Am stram gram et le théâtre de Vidy-Lausanne ainsi que pour un documentaire diffusé sur la RTS en 2010 et primé au Festival du Film des Diablerets.
Parmi ses créations récentes figurent Prometheus, lied pour baryton et six instrumentistes et David et Goliath, ballet pour l'école Rudra-Béjart. En 2011, il crée un spectacle sur Jacques Brel,, T'es pas tout seul et un opéra-théâtre, Le Procès de Don Juan, sur un livret adapté de La nuit de Valognes d'Éric-Emmanuel Schmitt et le triptyque Je confesse... avoir vécu, pour le danseur Tancredo Tavares. François Leuenberger reçoit en 2011 la bourse de la fondation Leenaards, destinée à lui permettre de composer un opéra sur un livret écrit par le metteur en scène Alain Maratrat à partir de la célèbre pièce de théâtre Peer Gynt d’Ibsen. Le spectacle demande un plateau de vingt solistes et d’un chœur, accompagné par un orchestre de cinquante musiciens et deux musiciens de scène.
Guy-François Leuenberger enseigne actuellement l'accompagnement au piano au Conservatoire de Lausanne ainsi que le piano à l'école de musique de Cossonay.

## Sources
- « Guy-François Leuenberger », sur la base de données des personnalités vaudoises sur la plateforme « Patrinum » de la Bibliothèque cantonale et universitaire de Lausanne.
- Lambert, "Dix-neuf chansons pour toucher Brel du doigt", Journal de Morges, 2011/01/14, p. 8
- Chenal, Matthieu, "Guy-François Leuenberger, pourquoi Brel en spectacle?", 24 Heures, 2011/01/08, p. 25
- "Opéra italien sur les planches du petit théâtre", Journal de Saône-et-Loire, 2007/08/08
- Destraz, Camille, "Brel hante Cossonay", Journal de Morges, 2011/01/14, p. 8
- "Cabaret déjanté", L'Est républicain, 2012/08/03, p. BES11
- "Festival lyrique : un opéra "fou" donne le clap de fin", L'Est républicain, 2013/07/31, p. BES11
- Wille, "Les musiciens se dopent aussi!", Le Matin, 2007/09/02, p. 23
- "La Fondation Leenaards remet ses prix et ses bourses", Le Temps, 2011/11/30
- Cayrade, Hugues, "Silva Ricard fait danser trois héros mythologiques au théâtre", Midi libre, 2012/10/05
- Chenal, Matthieu, "La relève musicale s'approprie Gerschwin", 24 Heures, 2011/11/03, p. 34
- Chardon, Elisabeth, "Alain Maratrat entraîne Peer Gynt dans une course folle", Le Temps, 2004/09/28.
- « Guy–François Leuenberger », sur Ecole de musique de Cossonay (consulté le 16 mai 2023)